# 九龍巴士31線
九龍巴士31線是香港新界的一條循環巴士路線，來往荃灣西站及石籬、石蔭及安蔭。

## 歷史
本線前身為九龍巴士16B線（葵涌至荃灣中約）及九龍巴士16D線（葵涌至深井），葵涌總站先後設在青山道梨木道交界及石籬邨第四座側，後因左派暴動而停止服務約三個月。
本線於1967年11月18日投入服務，往來北葵涌（後改稱石籬）至荃灣中約（後改稱荃灣碼頭），並途經和宜合道（上葵涌工業區一帶）及梨木道，以取代16B路線功能。同時又開辦31A路線，來往北葵涌及荃灣西約，更於1969年5月中逢假日延長至深井，取代16D路線。
1969年1月16日，為配合35線投入服務，本線改經青山公路及和宜合道直接往來石籬，不經梨木道。
1977年3月15日，因上葵涌新交通管理措施，和宜合道不能右轉青山公路西行，往荃灣方向恢復改經梨木道。
1980年6月30日，改經昌榮路。
因本路線客量偏低，於1991年8月4日起，本路線與九龍巴士35線合併並改為循環線。1994年11月27日起與九龍巴士235線分道揚鑣，互相提供頻密班次往來荃灣及安蔭。
2001年6月11日，本線改為全線以空調巴士服務。翌年12月21日開始與新界西北區巴士路線提供轉乘優惠。
2003年10月26日，為配合西鐵荃灣西站巴士總站啟用及九廣西鐵（現稱港鐵西鐵綫）即將通車，總站遷往該處。
2011年3月13日，往荃灣西站方向，改由青山公路左轉關門口街，右轉沙咀道原有路線，不再經德士古道，並於關門口街悅來酒店增設分站，原有位於沙咀道近大窩口工廠大廈舊址之巴士站取消。
2015年6月27日：增設到站時間預報。

## 服務時間及班次
| 荃灣西站開       | 荃灣西站開                 | 荃灣西站開   |
| 日期             | 服務時間                   | 班次（分鐘） |
| ---------------- | -------------------------- | ------------ |
| 星期一至五       | 06:00-07:00                | 15           |
| 星期一至五       | 07:12、07:25、07:40、07:55 |              |
| 星期一至五       | 08:15-09:00                | 15           |
| 星期一至五       | 09:00-12:00                | 20           |
| 星期一至五       | 12:00-15:30                | 15           |
| 星期一至五       | 15:30-16:45                | 12/13        |
| 星期一至五       | 16:45-17:45                | 15           |
| 星期一至五       | 17:45-18:28                | 14/15        |
| 星期一至五       | 18:28-18:59                | 10/11        |
| 星期一至五       | 18:59-20:59                | 15           |
| 星期一至五       | 20:59-21:15                | 16           |
| 星期一至五       | 21:15-00:15                | 20           |
| 星期六           | 06:00-08:15                | 15           |
| 星期六           | 08:15-11:15                | 20           |
| 星期六           | 11:15-14:45                | 15           |
| 星期六           | 14:45-14:59                | 14           |
| 星期六           | 14:59-20:59                | 15           |
| 星期六           | 20:59-21:15                | 16           |
| 星期六           | 21:15-00:15                | 20           |
| 星期日及公眾假期 | 06:00-12:00                | 20           |
| 星期日及公眾假期 | 12:00-14:45                | 15           |
| 星期日及公眾假期 | 14:45-14:59                | 14           |
| 星期日及公眾假期 | 14:59-20:59                | 15           |
| 星期日及公眾假期 | 20:59-21:15                | 16           |
| 星期日及公眾假期 | 21:15-00:15                | 20           |

## 收費
全程：$5.1
- 屏麗徑往石籬：$4.8
- 石籬邨石安樓往荃灣西站：$5.1

| - 本線設有12歲以下小童及65歲或以上長者半價優惠。 - 65歲或以上香港居民使用「樂悠咭」，以及12歲以下合資格殘疾兒童使用「殘疾人士身份」個人八達通繳付車資，均可享有每程$2.0或半價（以較低者為準）的票價優惠；12至64歲合資格殘疾人士使用「殘疾人士身份」個人八達通（包括「樂悠咭」），以及60至64歲香港居民使用「樂悠咭」繳付車資，均可享有每程$2.0或全費（以較低者為準）的票價優惠。 - 65歲或以上長者如使用長者或一般個人八達通繳付車資，則只可享有半價優惠；12至64歲合資格殘疾人士如不使用「殘疾人士身份」個人八達通，以及60至64歲人士如不使用「樂悠咭」繳付車資，必須繳付全費。 - 乘客可以現金或八達通於上車時付款，不設找續。 - 每位成人乘客可免費攜帶最多兩名4歲以下而不佔座位的兒童乘客乘車，超額之4歲以下小童必須繳付小童車費乘車。 - 持有「九巴月票」之乘客在車票有效期內，每日可享最多10程任何九龍巴士及龍運巴士路線（包括本路線，以及聯營路線的九龍巴士／龍運巴士提供的班次；惟乘搭機場「A」及「NA」線則可享原價二七折優惠（不會計算每天10次合資格車程））；而B1線則每日可享最多各2程（不會計算每天10次合資格車程）。 - 九龍巴士、城巴、龍運巴士及陽光巴士全職員工及家屬（不包括外判職員）可免費乘搭本路線，惟必須拍職員或職員家屬八達通。 - 乘客亦可透過多元化電子支付系統（e度嘟）繳付車資，包括使用非接觸式VISA卡、JCB卡、萬事達卡、銀聯卡、美國運通、大來國際、Discover Card、Apple Pay、Google Pay、Samsung Pay、AlipayHK「易乘碼」、支付寶、WeChatHK／微信支付「搭車碼」、銀聯雲閃付「乘車碼」及BOC Pay「乘車碼」。乘客使用此付款方式，使用此支付方式的乘客可享有中途下車之分段收費，以及與其他九巴／龍運獨營路線或聯營線九巴／龍運班次之轉乘優惠，惟不適用於與非九巴／龍運路線之轉乘優惠，亦不能享有「公共交通費用補貼計劃」及「長者及合資格殘疾人士公共交通票價優惠計劃」。 |

### 八達通轉乘優惠
乘客登上31線後150分鐘內以同一張八達通卡轉乘以下路線，或從以下路線登車後150分鐘內以同一張八達通卡轉乘本線，次程可獲$4.2車資折扣優惠：
- 31往荃灣 → 57M、58M/P、59M、60M、61M、66M、67M、68A、68M、69M、259E、260C、265M、268M或269M/P往屯門、元朗或天水圍區
- 57M、58M、59M、60M、61M、66M、67M、68A、68M、69M/P、251M、259E、260C、265M、268M或269M/A往荃灣或葵青區 → 31往石籬

## 使用車輛
受石梨街路面設計影響，本線無法使用後軸驅動12米巴士。
本線是新界區典型長期採用「亞比安」VT17AL及「塞頓Seddon Pennine 4型」單層巴士路線，1970年代改派「長牛」（丹拿E型），並於1980年代初以丹拿珍寶為主力行走，直至1994年路線繞經安蔭後始以勝利二型為主力。
2001－2007年間，本路線使用5輛2+2座位歐盟2型引擎的1998年丹尼士巨龍9.9米巴士（ADS）行走，由於該等巴士上層車頭的座椅配備安全帶，為配合運輸處要求行駛高速公路的巴士，上層車頭的座椅需配備安全帶，因此在2008年1月改用4輛丹尼士巨龍11米巴士（AD）和1輛丹尼士三叉戟12米巴士（ATR）行走。
現時本線使用5輛Enviro500 MMC 12米（ATENU）
| 車隊編號 | 車牌   |
| -------- | ------ |
| ATENU477 | TH6912 |
| ATENU492 | TH9967 |
| ATENU509 | TJ9015 |
| ATENU710 | TR4326 |
| ATENU731 | TR8987 |

## 行車路線

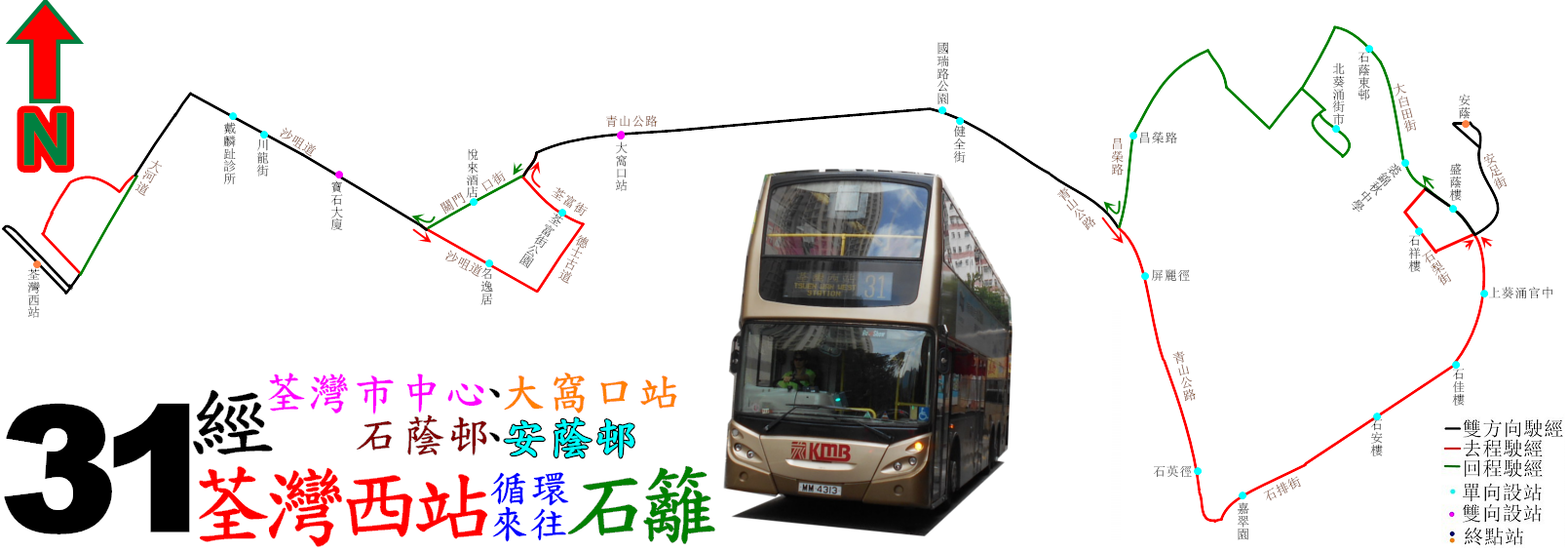
31線的走線圖

經：大河道、沙咀道、德士古道、荃富街、關門口街、青山公路－葵涌段、石排街、大白田街、石梨街、安足街、梨木道、石蔭路、和宜合道、昌榮路、青山公路—葵涌段、關門口街、沙咀道及大河道。

### 沿線車站
| 荃灣西站開 | 荃灣西站開       | 荃灣西站開             |
| 序號       | 車站名稱         | 位置                   |
| ---------- | ---------------- | ---------------------- |
| 1          | 荃灣西站巴士總站 | 荃灣西站公共運輸交匯處 |
| 2          | 戴麟趾夫人診所   | 沙咀道                 |
| 3          | 寶石大廈         | 沙咀道                 |
| 4          | 名逸居           | 沙咀道                 |
| 5          | 荃富街公園       | 荃富街                 |
| 6          | 大窩口站         | 青山公路－葵涌段       |
| 7          | 國瑞路公園       | 青山公路－葵涌段       |
| 8          | 屏麗徑           | 青山公路－葵涌段       |
| 9          | 石英徑           | 青山公路－葵涌段       |
| 10         | 石排街嘉翠園     | 石排街                 |
| 11         | 石籬邨石安樓     | 石排街                 |
| 12         | 石籬邨石佳樓     | 石排街                 |
| 13         | 石籬天主教小學   | 石排街                 |
| 14         | 石排街石歡樓     | 石排街                 |
| 15         | 石籬邨石祥樓     | 石梨街                 |
| 16         | 安蔭邨           | 安蔭巴士總站           |
| 17         | 裘錦秋中學       | 大白田街               |
| 18         | 石蔭東邨         | 大白田街               |
| 19         | 北葵涌街市       | 石蔭路                 |
| 20         | 昌榮路           | 昌榮路                 |
| 21         | 健全街           | 青山公路—葵涌段        |
| 22         | 大窩口站         | 青山公路—葵涌段        |
| 23         | 悅來酒店         | 關門口街               |
| 24         | 寶石大廈         | 沙咀道                 |
| 25         | 川龍街           | 沙咀道                 |
| 26         | 荃灣西站巴士總站 | 荃灣西站公共運輸交匯處 |

## 服務情況
因為九巴31線服務班次不穩定，有時兩車同時到站，導致未能趕及登車的乘客需要長時間等候下一班車。更甚是，部份班次更須等候40分鐘才有一班車，而九巴回應指個別日子的服務可能會受區內交通及上落客情況等因素影響。

## 昔日的九巴路線31
九龍巴士31線 (第一代)於1962年1月21日投入服務，來往蝦坑（即今大埔下坑）及石盤河（位於林錦公路），1964年9月25日起停止服務。

## 外部連結
- 九巴31線—九龍巴士 （页面存档备份，存于）